# شهرستان لوکتفسکی
شهرستان لوکتفسکی (به لاتین: Loktevsky District) یک شهرستان در روسیه است که در سرزمین آلتای واقع شده‌است.